# Gian Galeazzo Serbelloni
Gian Galeazzo Serbelloni, IV duca di San Gabrio (Milano, 6 luglio 1744 – Milano, 7 marzo 1802), è stato un militare e nobile italiano.
Fu conte di Castiglione Lodigiano, Grande di Spagna, duca di San Gabrio, feudatario di Romagnano, Marchese d'Incisa, consignore di Castelnuovo Belbo, feudatario di Gorgonzola, di Camporicco e di Cassina de' Pecchi. Rinunciò ai suoi titoli abbracciando la causa repubblicana all'arrivo di Napoleone.

## Biografia

### Infanzia e carriera nella milizia austriaca

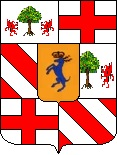
Stemma della famiglia Serbelloni

Gian Galeazzo Serbelloni era figlio di Gabrio Serbelloni, III duca di San Gabrio e della Duchessa Maria Vittoria Ottoboni. Egli ebbe come precettore nei primi anni vita il celebre poeta milanese Giuseppe Parini.
Alla morte del padre, ottenne il titolo di Duca ed intraprese la carriera militare ed amministrativa nella città di Milano, seguendo una tradizione ormai diffusa nella sua famiglia da molte generazioni: egli divenne infatti Maestro di campo della Milizia (polizia cittadina).
Nel 1775 venne nominato Sovrintendente generale dello stesso corpo armato e nel medesimo anno venne coinvolto nello scandaloso caso dell'arresto di Carlo Sala. Questi, costretto a farsi frate e poi fuggito in Svizzera, era tornato in Lombardia per darsi al furto in chiese e monasteri. Braccato, venne arrestato nel 1775 e condannato a morte, non prima senza un tentativo di redenzione che venne operato dallo stesso Gian Galeazzo Serbelloni, il quale gli offrì di sua tasca la cifra di 100.000 lire per indennizzare dei danni da lui causati qualora si fosse pentito, ma questi rifiutò e venne decapitato.
Sotto l'aspetto pratico, nella Milizia Urbana Gian Galeazzo si impegnò per la creazione di una nuova divisa da destinare a questo corpo, con un colore verde e bianco che spinse poi la tradizione popolare a vezzeggiare gli appartenenti a questo corpo col termine "remolazitt" (remolacci, rapette).
Gian Galeazzo rimase in carica per un'altra ventina d'anni come Sovrintendente generale alla milizia, distinguendosi per serietà d'operato e buona condotta. Nell'aprile del 1796, però, si trovò a dover fronteggiare un nemico unico nel suo genere, il giovane generale Napoleone Bonaparte. Egli ottenne quindi il comando delle forze cittadine col compito di difendere il Castello Sforzesco ed il palazzo reale.

### Matrimonio
Nel 1771 sposò Teresa Castelbarco Visconti Simonetta, dalla quale ebbe una sola figlia femmina, Maria Luigia (n.1772), che sposò il marchese Ludovico Busca Arconati Visconti.

### Schierato coi rivoluzionari
Gian Galeazzo era però schierato a favore dei rivoluzionari in quanto pensava che essi avrebbero ridonato l'indipendenza a Milano e fu per questo che fu ben lieto di accogliere Napoleone nel suo palazzo quando questi entrò definitivamente nel capoluogo lombardo. Egli fu ambasciatore dunque della comunità milanese in Francia ed a Parigi perorò la causa della mitigazione della tassa di 20.000.000 di franchi imposta a Milano da Napoleone come indennità di guerra. La legazione non ottenne alcun effetto, ma il Serbelloni uscì fortificato da questo esperimento e gli venne concesso di scortare sino a Milano la moglie di Napoleone in visita in Lombardia.
Divenuto nel frattempo membro della municipalità di Milano, divenne membro del Direttorio esecutivo della Repubblica Cisalpina al momento della sua costituzione nel luglio del 1797. Nominato ambasciatore della nuova repubblica lombarda in Francia, a Parigi apprende dell'invasione austriaca della lombardia. Ritornato in Lombardia con Napoleone, qui si preoccupa di redigere una nuova costituzione per l'allora Repubblica Italiana ai Comizi di Lione, venendo nominato membro della Consulta di Francia.

### Morte
Appena rientrato da Lione, il 7 maggio 1802 a Milano Gian Galeazzo muore e viene sepolto nella cappella di Gorgonzola, imponendo per testamento l'erezione di un ospedale e di una chiesa in loco.
Alla sua morte il titolo ducale dei Serbelloni passò al fratello secondogenito Alessandro, che diede vita alla casata Serbelloni Sfondrati Della Riviera (il cognome Sfondrati fu aggiunto in virtù di una donazione ereditaria di un amico) e poi ai discendenti di un altro fratello, il Conte Marco, prefetto napoleonico. Questi ultimi si chiameranno Crivelli Serbelloni e si estingueranno nel 1918. I proprietari attuali del Palazzo Serbelloni e della villa sul Lago di Como della madre di Giangaleazzo sono invece i discendenti dell'unica figlia di Giovanni Galeazzo, Luigia Busca Arconati, le famiglie Gola e Lalatta. Altri rami collaterali hanno aggiunto al proprio cognome Cetti quello di Serbelloni.

## Discendenza
Gabrio e Teresa Castelbarco Visconti di Simonetta ebbero una figlia:
- Maria Luigia (n.1772), sposò il marchese Ludovico Busca Arconati Visconti.

## Ascendenza
|                                                 |                   |                                                                  | Genitori                                                     |  |  | Nonni |  |  | Bisnonni                                |  |  | Trisnonni                                    |  |
|                                                 |                   |                                                                  |                                                              |  |  |       |  |  | Gabrio Serbelloni, I duca di San Gabrio |  |  | Giovanni Serbelloni, II conte di Castiglione |  |
|                                                 |                   |                                                                  |                                                              |  |  |       |  |  | Gabrio Serbelloni, I duca di San Gabrio |  |  | Giovanni Serbelloni, II conte di Castiglione |  |
|                                                 |                   | Luigia de Marini                                                 |                                                              |  |  |       |  |  | Gabrio Serbelloni, I duca di San Gabrio |  |  |                                              |  |
| Giovanni Serbelloni, II duca di San Gabrio      |                   |                                                                  |                                                              |  |  |       |  |  | Gabrio Serbelloni, I duca di San Gabrio |  |  |                                              |  |
|                                                 |                   | Livia Lante Montefeltro della Rovere                             | Ludovico Lante Montefeltro della Rovere                      |  |  |       |  |  |                                         |  |  |                                              |  |
|                                                 |                   | Livia Lante Montefeltro della Rovere                             | Ludovico Lante Montefeltro della Rovere                      |  |  |       |  |  |                                         |  |  |                                              |  |
|                                                 |                   | Livia Lante Montefeltro della Rovere                             | Olimpia Cesi                                                 |  |  |       |  |  |                                         |  |  |                                              |  |
| Gabrio Serbelloni, III duca di San Gabrio       |                   | Livia Lante Montefeltro della Rovere                             |                                                              |  |  |       |  |  |                                         |  |  |                                              |  |
|                                                 |                   | Antonio Trotti Bentivoglio, III conte di Casal Cermello          | Gian Galeazzo Trotti Bentivoglio, II conte di Casal Cermello |  |  |       |  |  |                                         |  |  |                                              |  |
|                                                 |                   | Antonio Trotti Bentivoglio, III conte di Casal Cermello          | Gian Galeazzo Trotti Bentivoglio, II conte di Casal Cermello |  |  |       |  |  |                                         |  |  |                                              |  |
|                                                 |                   | Antonio Trotti Bentivoglio, III conte di Casal Cermello          | Paola Cuttica                                                |  |  |       |  |  |                                         |  |  |                                              |  |
| Maria Giulia Trotti Bentivoglio                 |                   | Antonio Trotti Bentivoglio, III conte di Casal Cermello          |                                                              |  |  |       |  |  |                                         |  |  |                                              |  |
|                                                 |                   | Costanza Litta                                                   | Agostino Litta, III marchese di Gambolò                      |  |  |       |  |  |                                         |  |  |                                              |  |
|                                                 |                   | Costanza Litta                                                   | Agostino Litta, III marchese di Gambolò                      |  |  |       |  |  |                                         |  |  |                                              |  |
|                                                 |                   | Costanza Litta                                                   | Maria Ferrer                                                 |  |  |       |  |  |                                         |  |  |                                              |  |
| Gian Galeazzo Serbelloni, IV duca di San Gabrio |                   | Costanza Litta                                                   |                                                              |  |  |       |  |  |                                         |  |  |                                              |  |
|                                                 | Agostino Ottoboni | Marco Ottoboni                                                   |                                                              |  |  |       |  |  |                                         |  |  |                                              |  |
|                                                 | Agostino Ottoboni | Marco Ottoboni                                                   |                                                              |  |  |       |  |  |                                         |  |  |                                              |  |
|                                                 | Agostino Ottoboni | Vittoria Tornielli                                               |                                                              |  |  |       |  |  |                                         |  |  |                                              |  |
| Marco Ottoboni, I duca di Fiano                 | Agostino Ottoboni |                                                                  |                                                              |  |  |       |  |  |                                         |  |  |                                              |  |
|                                                 |                   | Paolina Bernardo                                                 | …                                                            |  |  |       |  |  |                                         |  |  |                                              |  |
|                                                 |                   | Paolina Bernardo                                                 | …                                                            |  |  |       |  |  |                                         |  |  |                                              |  |
|                                                 |                   | Paolina Bernardo                                                 | …                                                            |  |  |       |  |  |                                         |  |  |                                              |  |
| Maria Vittoria Ottoboni                         |                   | Paolina Bernardo                                                 |                                                              |  |  |       |  |  |                                         |  |  |                                              |  |
|                                                 |                   | Gregorio Boncompagni, V duca di Sora, II co-principe di Piombino | Ugo Boncompagni, IV duca di Sora                             |  |  |       |  |  |                                         |  |  |                                              |  |
|                                                 |                   | Gregorio Boncompagni, V duca di Sora, II co-principe di Piombino | Ugo Boncompagni, IV duca di Sora                             |  |  |       |  |  |                                         |  |  |                                              |  |
|                                                 |                   | Gregorio Boncompagni, V duca di Sora, II co-principe di Piombino | Maria Ruffo                                                  |  |  |       |  |  |                                         |  |  |                                              |  |
| Giulia Boncompagni                              |                   | Gregorio Boncompagni, V duca di Sora, II co-principe di Piombino |                                                              |  |  |       |  |  |                                         |  |  |                                              |  |
|                                                 |                   | Ippolita Ludovisi, II co-principessa di Piombino                 | Niccolò I Ludovisi, I principe di Piombino                   |  |  |       |  |  |                                         |  |  |                                              |  |
|                                                 |                   | Ippolita Ludovisi, II co-principessa di Piombino                 | Niccolò I Ludovisi, I principe di Piombino                   |  |  |       |  |  |                                         |  |  |                                              |  |
|                                                 |                   | Ippolita Ludovisi, II co-principessa di Piombino                 | Costanza Pamphilj                                            |  |  |       |  |  |                                         |  |  |                                              |  |
|                                                 |                   | Ippolita Ludovisi, II co-principessa di Piombino                 |                                                              |  |  |       |  |  |                                         |  |  |                                              |  |